# The Great Escape (álbum)
The Great Escape é o quarto álbum de estúdio da banda britânica de rock Blur, lançado em 11 de setembro de 1995. Considerado um dos melhores discos do grupo, foi recebido de forma positiva pelo público e crítica. Também foi o primeiro do grupo a adentrar as paradas dos Estados Unidos.
O disco trouxe vários singles que alcançaram o topo das paradas, tais como "Country House", "The Universal", "Stereotypes" e "Charmless Man". "Country House", em especial, desbancou outro single do Oasis, "Roll with It", que chegou à segunda posição. O episódio ficou conhecido como "The Battle of Britpop" (Batalha do Britpop, em inglês).
Musicalmente, The Great Escape ainda é predominantemente um registro britpop, e encerra uma trilogia de discos iniciada com Modern Life Is Rubbish (1993) e Parklife (1994). No entanto, indica algumas mudanças sonoras que seriam adotadas com maior força em Blur (1997).

## Faixas
Todas as faixas escritas e compostas por Damon Albarn, Graham Coxon, Alex James e Dave Rowntree. 
| N.º | Título                                    | Duração |  |
| 1.  | "Stereotypes"                             | 3:10    |  |
| 2.  | "Country House"                           | 3:57    |  |
| 3.  | "Best Days"                               | 4:49    |  |
| 4.  | "Charmless Man"                           | 3:34    |  |
| 5.  | "Fade Away"                               | 4:19    |  |
| 6.  | "Top Man"                                 | 4:00    |  |
| 7.  | "The Universal"                           | 3:58    |  |
| 8.  | "Mr. Robinson's Quango"                   | 4:02    |  |
| 9.  | "He Thought of Cars"                      | 4:15    |  |
| 10. | "It Could Be You"                         | 3:14    |  |
| 11. | "Ernold Same" (featuring Ken Livingstone) | 2:07    |  |
| 12. | "Globe Alone"                             | 2:23    |  |
| 13. | "Dan Abnormal"                            | 3:24    |  |
| 14. | "Entertain Me"                            | 4:19    |  |
| 15. | "Yuko and Hiro"                           | 5:24    |  |

| Japanese bonus tracks |                     |         |  |
| N.º                   | Título              | Duração |  |
| 16.                   | "Ultranol"          | 2:41    |  |
| 17.                   | "No Monsters in Me" | 5:14    |  |

## Certificações
| País                  | Certificação  | Vendas     |
| --------------------- | ------------- | ---------- |
| Canadá (Music Canada) | Ouro          | 50.000+    |
| Espanha (PROMUSICAE)  | Platina       | 100.000+   |
| França (SNEP)         | Ouro          | 175.700    |
| Japão (RIAJ)          | Ouro          | 100.000+   |
| Noruega (IFPI)        | Ouro          | 25.000+    |
| Reino Unido (BPI)     | 3× Platina    | 1.000.000+ |
| Suécia (IFPI)         | Ouro          | 100.000+   |
| Resumo                | Certificações | Vendas     |
| Europa (IFPI)         | Platina       | 1.000.000  |